# Xã Vigo, Quận Knox, Indiana
Xã Vigo (tiếng Anh: Vigo Township) là một xã thuộc quận Knox, tiểu bang Indiana, Hoa Kỳ. Năm 2010, dân số của xã này là 4.031 người.